# Urtica urentivelutina
Urtica urentivelutina är en nässelväxtart som beskrevs av Weigend. Urtica urentivelutina ingår i släktet nässlor, och familjen nässelväxter. Inga underarter finns listade i Catalogue of Life.